# Genista aetnensis
Genista aetnensis és una espècie de gran arbust o petit arbre de la família de les fabàcies. És endèmica de l'illa de Sicília. Es troba als vessants dels turons i les muntanyes de l'Etna, a vegades en associació amb Adenocarpus bivonii, i a Sardenya i Europa de l'Est, on es va introduir per a la plantació forestal, i al Vesuvi i al Peloritani. Prefereix els sòls pobres i secs. Fins a la creació del Parc de l'Etna es va utilitzar per a obtenir carbó.
Es tracta d'una planta que pot arribar a mesurar fins a 10 m d'alçada. Aquesta característica la distingeix d'altres espècies del gènere que solen ser arbustos. L'arbre s'expandeix de forma irregular, i es compon de branques verdes. Les fulles, que són presents des d'octubre a l'abril, són lanceolades i mesuren 1 cm de longitud. Les flors són grogues i disposades en raïms allargats. Els fruits són llegums, de color cafè i glabres, que contenen 2-4 llavors lenticulars.

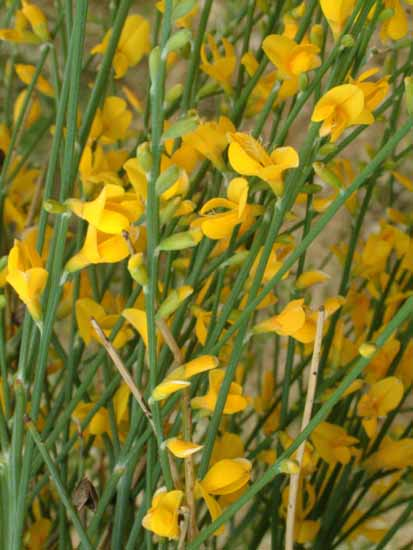
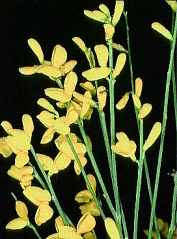
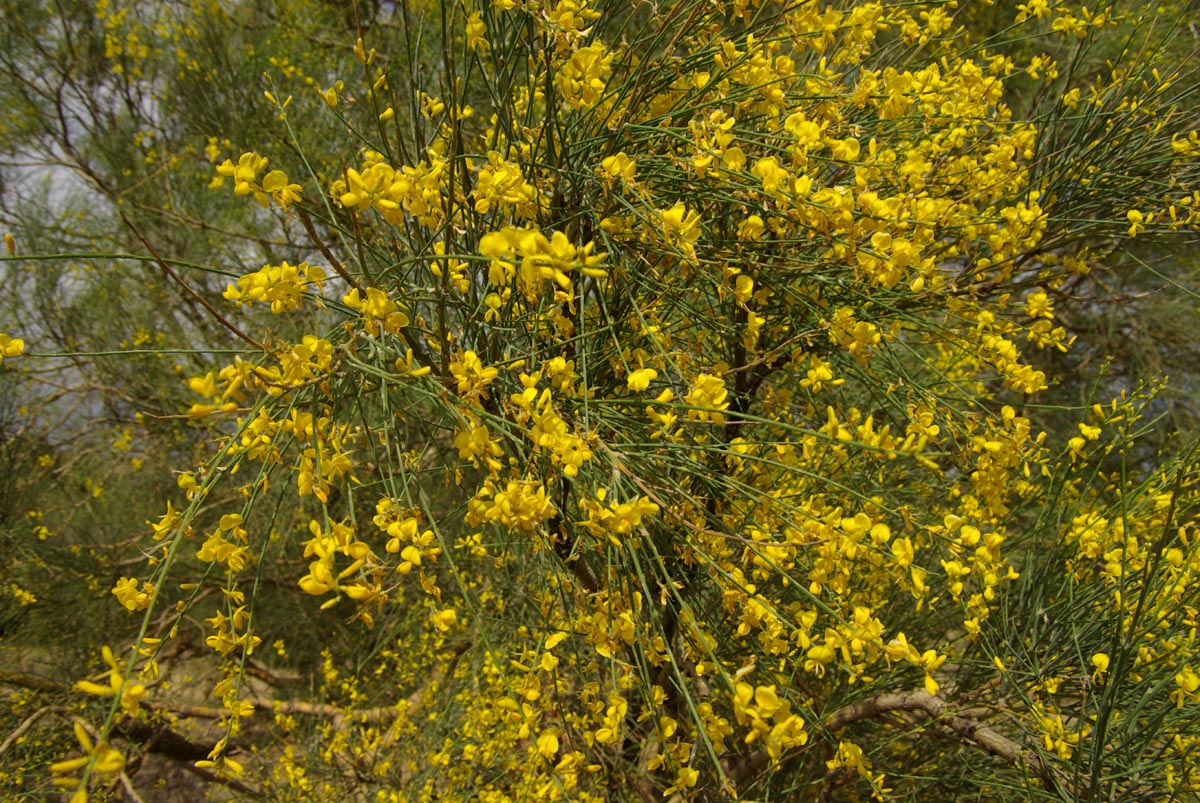
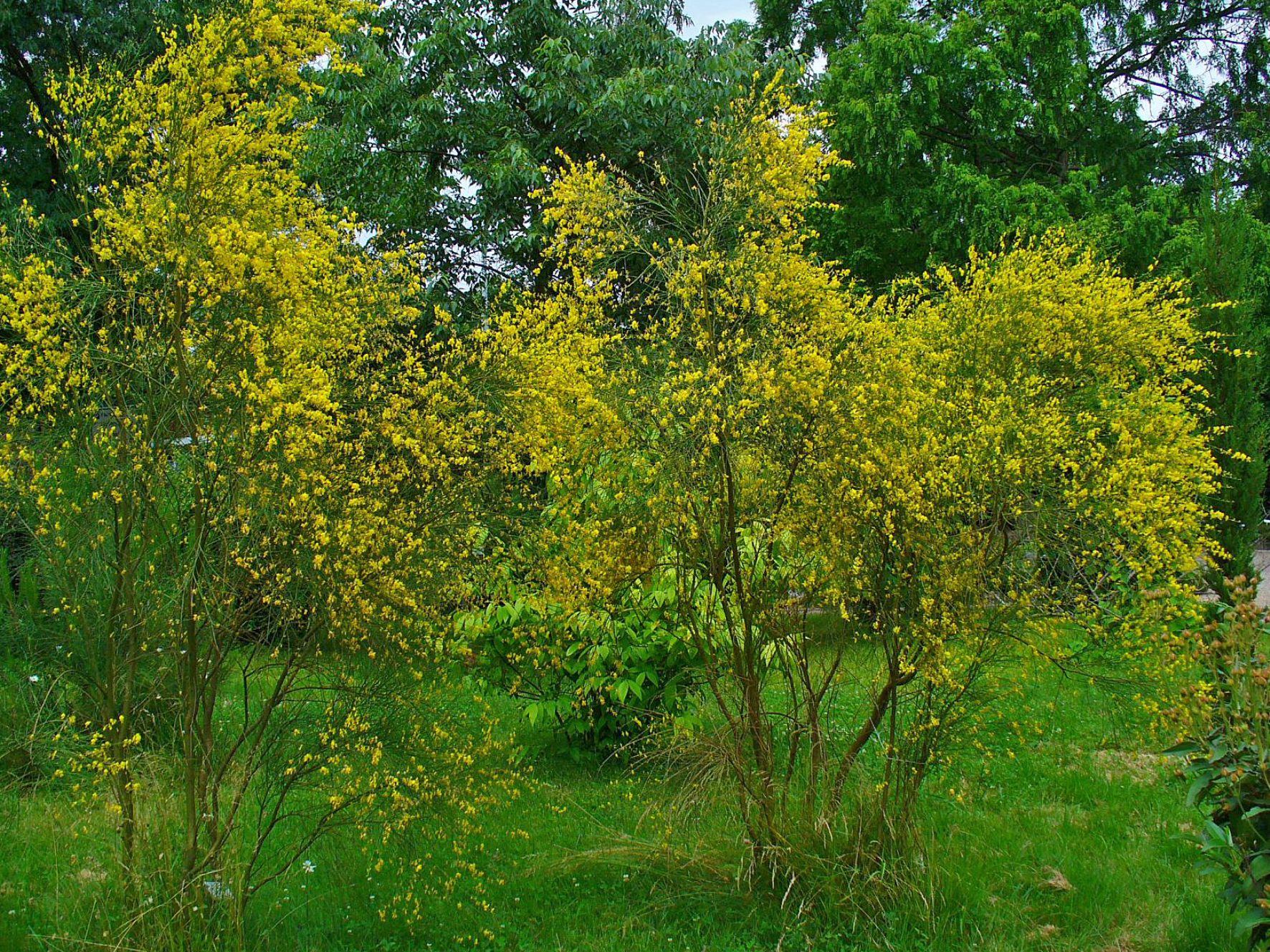
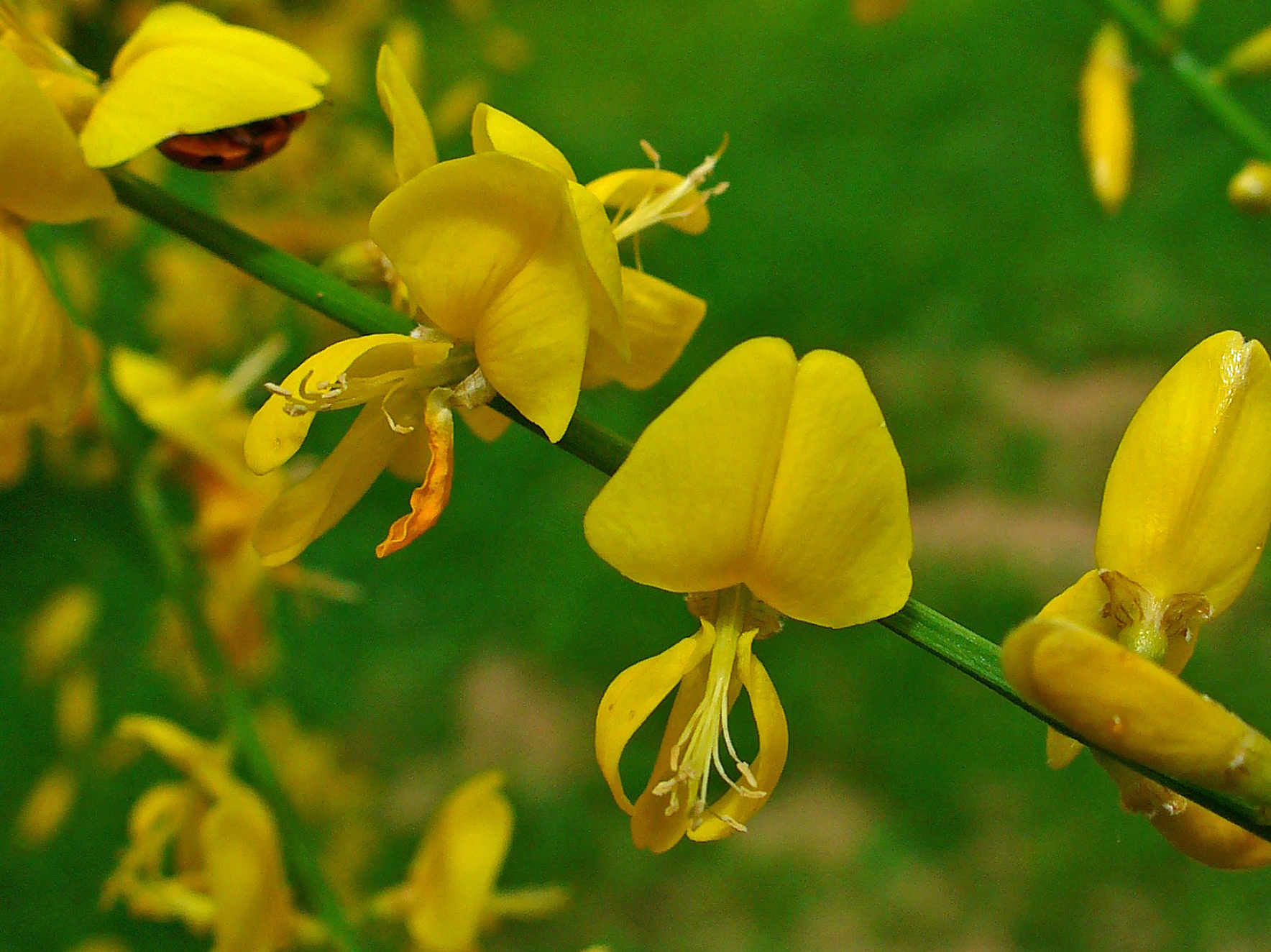
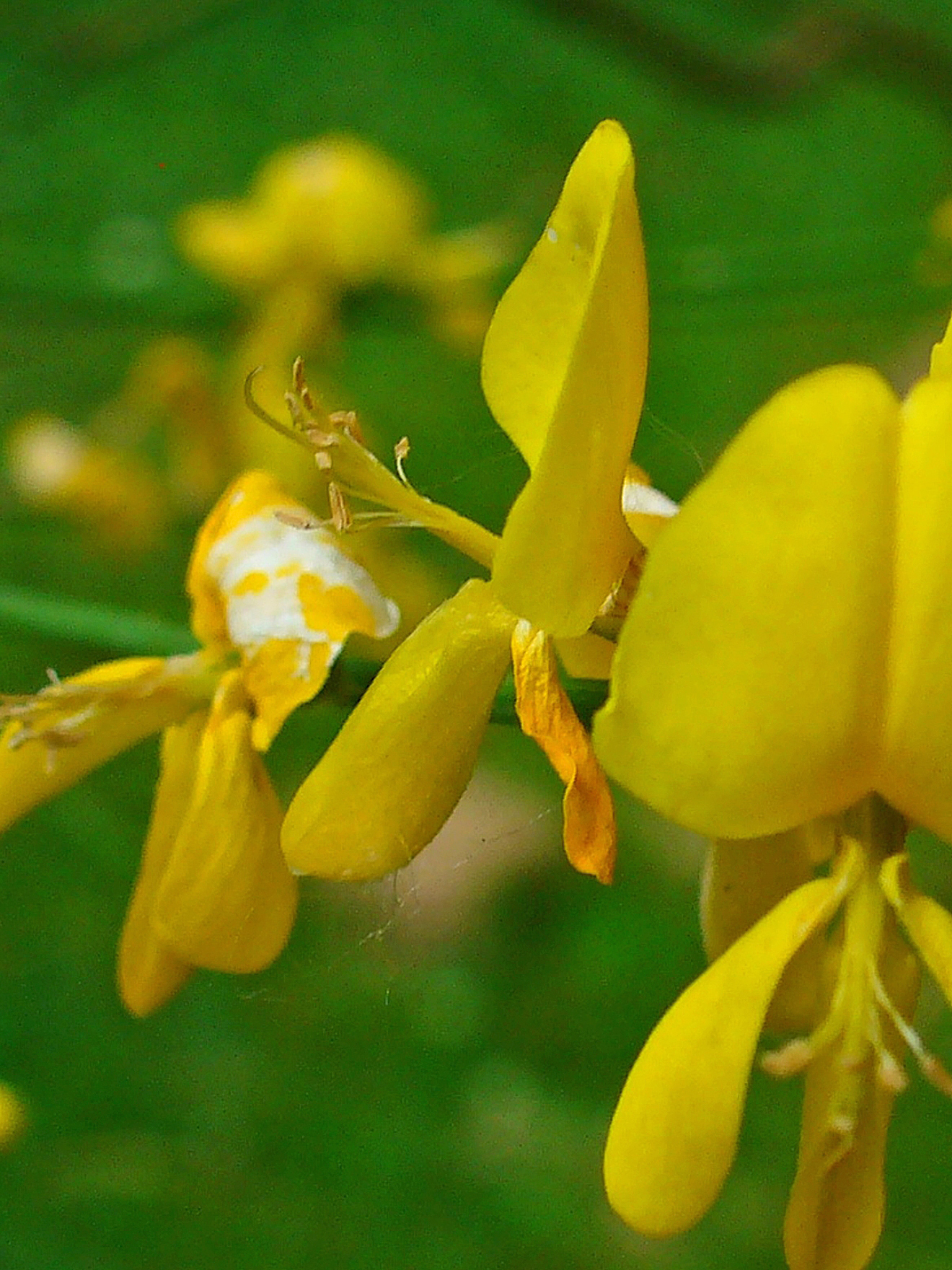